# 约翰·埃藏
约翰·埃藏（法語：John Eyzen，1986年4月14日—），法國歌手、演員、作曲家，出生於法國坎城。

## 童年至青年時期
他的父母開辦音樂學校，父親是舞蹈學校的總監、母親是舞蹈員、藝術監製。在雙親的影響下，他自幼就在歌舞環境中長大。其於約三歲時首次演出音樂劇《貓》，於七歲時開始學習舞蹈，後來更加入兒童劇團。在傳統學校下課後，他就在音樂和舞蹈學校學習，包括踢踏舞、爵士舞、古典舞、嘻哈舞、歌唱、戲劇、鋼琴和結他。他對歌舞和戲劇充滿熱情，花費學習的時間之多，甚至讓他的父母要求他減少相關方面的學習項目。
在2004年，年僅18歲的他在舞蹈表演中被選秀人員發掘，並邀請他參與《明星學院 4》。他個性低調，本來不願意參加，後來考慮到他樂隊的音樂能因此被更多人認識，而決定做出嘗試。在明星學院中，他得到和多名知名歌手（如Garou、 Florent Pagny、Calogero、Lenny Kravitz與Phil Collins）合唱的機會。
其後，他和他的搖滾樂隊 Eyzen 在法國舉行巡迴演出。2008年6月，約翰創立走Funk/Rock路線的新團體UNTAIMED。

## 職業演員生涯
在20歲時，獲邀參加音樂劇《羅密歐與茱麗葉》復排版本的試鏡，被看上擔任演出莫枯修一角的潛力。在各觀後心得，可見他憑此角色獲得極佳的評價和肯定。其後他一直參與此劇的巡迴演出，分別在韓國、台灣、法國、日本、俄羅斯、中國大陸、香港登上舞台。從此踏入職業音樂劇演員的生涯。
此外，他參與音樂劇《巴黎聖母院》2015、2020-2021年度的演出，曾擔任詩人和護衛長兩角。
另外他亦出演了 « Chouans L‘Opera Rock » 和 « Believe »。

## 作曲家生涯
他在年少時已有作曲經驗，於2018年在音樂學校再次進修電影配樂課程。後來參與戲劇作曲的工作。

## 音樂作品

### 專輯
- 2012-Mal à l'homme

### 單曲
- 2004-Laissez-moi danser(Star Academy)
- 2004-En chantant(Star Academy)
- 2004- fait son cinéma(Star Academy)
- 2004-Chante Michel Sardou(Star Academy)
- 2004-Adieu Monsieur le Professeur(Star Academy)
- 2004- les Meilleurs moments(Star Academy)
- 2005- les singles(Star Academy)
- 2005-Sale temps
- 2009- La folie « Roméo & Juliette, Les Enfants De Vérone »
- 2009-La Reine Mab (Je Rêve) « Roméo & Juliette, Les Enfants De Vérone »
- 2010-Avoir 20ans « Roméo & Juliette, Les Enfants De Vérone »

### 音樂劇
- 2007 Roméo et Juliette 中飾演Mercutio
- 2014 Notre Dame de Paris 中飾演Gringoire和Phoebus。
- 2016 Holiday On Ice - Believe 中飾演Antonio
- 2019 Chouans L’Opera Rock 中飾演Jacques Cathelineau， 並擔任此劇的音樂總監。

### 舞台劇
- 愛因斯坦

### 演唱會
- EYZEN
- SOUND PRESSURE